# مانويل فيدال
مانويل فيدال (بالإسبانية: Manuel Vidal Hermosa)‏ (15 أكتوبر 1901 بلباو إسبانيا - 17 يونيو 1965 بلنسية إسبانيا) هو لاعب كرة قدم إسباني سابق كان يلعب كحارس مرمى.

## وصلات خارجية
- مانويل فيدال على موقع قاعدة بيانات كرة القدم.إي يو (الإنجليزية)
- مانويل فيدال على موقع ناشيونال فوتبول تيمز (الإنجليزية)